# Зинов’єво (Бежецький район)
Зинов’єво (рос. Зиновьево) — присілок в Бежецькому районі Тверської області Російської Федерації.
Населення становить 1 особу. Входить до складу муніципального утворення Городищенське сільське поселення.

## Історія
Від 2005 року входить до складу муніципального утворення Городищенське сільське поселення.

## Населення
| 1859 | 2008 | 2010 |
| ---- | ---- | ---- |
| 172  | ↘7   | ↘1   |